# Viddsee
Viddsee — развлекательная платформа, предназначенная для распространения и маркетинга короткого премиального контента, основанная дуэтом инженеров-кинопроизводителей Хо Цзя Цзянь и Дереком Таном.
Штаб-квартира компании находится по адресу Blk71 в промышленной зоне Ayer Rajah в Сингапуре, с офисами в Малайзии и Индонезии. Основные рынки сбыта платформы — Филиппины, Малайзия, Сингапур и Индонезия.
Уникальные истории видеохостинга собрали более 1 миллиарда просмотров через мобильные приложения и другие платформы с проприетарным маркетинговым анализом целевых сообществ и контента.

## История
Viddsee начиналась как курирующая платформа для короткометражных фильмов, сосредоточив внимание на обнаружении и доставке короткометражных фильмов, которые продаются аудитории через веб-платформы, мобильные платформы и приложения.
По мере роста библиотеки контента Viddsee, росло сообщество кинематографистов за счёт партнерства с международными и региональными кинофестивалями..Видеохостинг был сосредоточен на расширении прав и возможностей кинематографистов и возвращении ценности своему сообществу кинематографистов, например, за счет партнерства с корпорацией Nikon.
Контент и партнерские отношения с издателями, телевизионными сетями и дистрибьюторами помогли повысить просмотры контента на разных платформах, таких как Yahoo!, Discovery Networks, Lifetime Asia и roKKi для потоковой передачи в полёте на AirAsia.
Платформа также имеет партнерские отношения с Управлением развития информационных и коммуникационных технологий Сингапура (англ. Singapore’s Info-Communications Media Development Authority, сокращённо IMDA) для продвижения сингапурских короткометражных фильмов при поддержке Комиссии по кинематографии Сингапура (англ. Singapore Film Commission).
В 2016 году видеохостинг провёл своё первое офлайн-мероприятие в Индонезии с названием Viddsee Juree Awards, чтобы отметить и поддержать режиссёров и кинематографистов в Азии. В 2017 похожее мероприятие проходило на Филиппинах.
В рамках своего предложения по коммерциализации, Viddsee объявила о своём предприятии по созданию оригинального контента, основав Viddsee Studios, возглавляемую исполнительным продюсером Кенни Таном.
На 2018 год было запланировано пять оригинальных веб-сериалов в рамках отдельного партнёрства с IMDA.

## Viddsee Originals
Список Viddsee Originals 2018 года таков: антология короткометражных фильмов, три социально-документальных сериала, комедия-драма о совершеннолетии, веб-сериал о таксисте и сериал драматических триллеров об интернет-травле.
Элли Нгим, Майкл Тэй, Джей Ди Чуа, Рифьял Гиффари, Сабрина Пун, Кристин Сео, Нг Икинь, Эйлин Чонг, Джеки Ли и Дон Аравинд — сингапурские режиссёры, которые работали над этим списком материалов.

## Платформа
Viddsee доступен в Интернете, на ОС Android и iOS и в мобильных браузерах.

## Контент партнерство
Viddsee поддерживает партнерские отношения с постоянно растущим списком кинофестивалей, такими как Международный фестиваль короткометражных фильмов в Клермон-Ферране, Международный фестиваль фантастических фильмов в Невшателе, Филиппинский независимый кинофестиваль Cinemalaya, Women’s Voices Now, Международный азиатский кинофестиваль Toronto Reel, фестиваль IFVA, Китайский международный фестиваль короткометражных фильмов новых медиа, Тайский фестиваль короткометражных фильмов и видео, Кинофестиваль 高雄 電影 節 в Гаосюне, Golden Harvest Awards 高雄 節 節, Фестиваль азиатского кино Jogja-NETPAC от Сети по продвижению азиатского кино, Международный фестиваль короткометражных фильмов Sedicicorto, Международный кинофестиваль в Гуаме, Международный кинофестиваль в Луангпхабанге, Международный фестиваль короткометражных фильмов в Саппоро, Токийский фестиваль короткометражных фильмов Scream Queen, Фестиваль молодёжных фильмов, Награды за короткометражные фильмы в Сингапуре, кинофестиваль YXine, кинофестиваль KOMAS Freedom, кинофестиваль Freshwave и TBS DigiCon6, среди прочего.
Оно также поддерживает партнерские отношения с киношколами и кинематографическими организациями. По состоянию на 2017 год, следующие киношколы имеют каналы на Viddsee: Griffith Film School, The Puttnam School of Film & Animation at LASALLE College of the Arts, Школа коммуникации и информации Ви Ким Ви при Наньянском технологическом университете, Департамент цифровых технологий и кино при Темасекском политехническом институте, факультет визуальных исследований Национального университета Конджу, факультет кино и телевидения в Джакартском институте искусств, факультет кино и телевидения (FFTV), а также кафедра кино и телевидения Университета Мультимедиа Нусантара.
У платформы есть каналы следующих кинематографических организаций и групп: «Иран: Нерассказанные истории», «Окинавский офис кино», «Наш лучший мир», «Азиатский киноархив», «Национальный совет искусств Сингапура», «Гонконгская ассоциация цифровых развлечений» и «Азиатско-Тихоокеанская ассоциация CILECT» (англ. CILECT Asia-Pacific Association, сокр. CAPA).